# Sangria

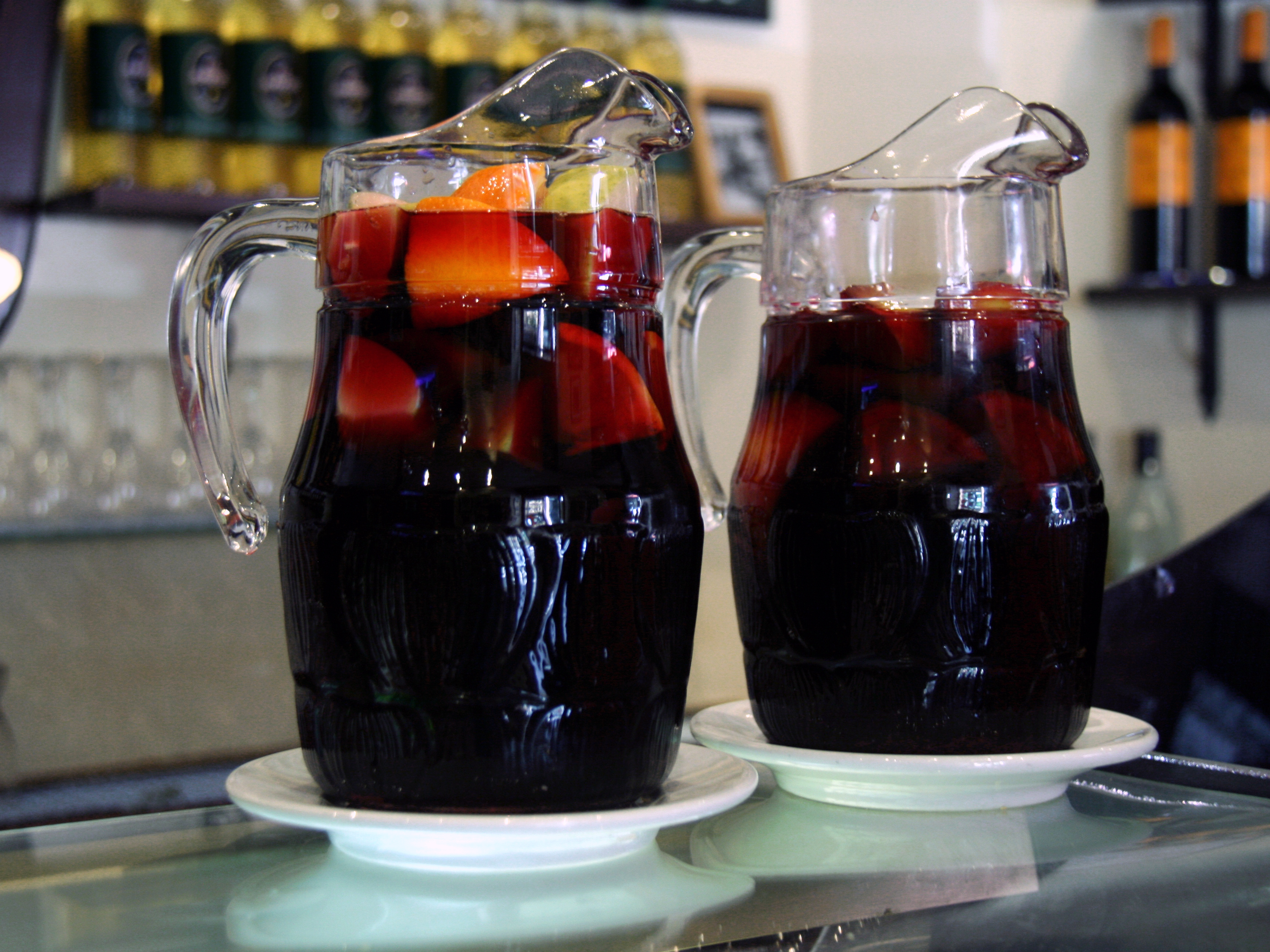
Sangria in een typische sangria-karaf met toegeknepen schenktuit.

Sangria (Spaans: Sangría) is een Spaanse/Portugese licht-alcoholische drank.
De basis bestaat uit rode wijn of witte wijn op smaak gebracht met vruchten, meestal sinaasappel, citroen, appel, perzik of ananas en soms ook, maar minder vaak, met meloen, mango of grapefruit. Het wordt aangevuld met suiker, honing en vers vruchtensap. Soms wordt de sangria extra licht en fris gemaakt door toevoeging van koolzuurhoudend mineraalwater. Meestal wordt er extra alcohol aan toegevoegd, bijvoorbeeld likeur of brandewijn of andere sterk alcoholische dranken. De naam is afkomstig van het Spaanse woord sangría dat aderlating of afgetapt bloed betekent.
De drank wordt geserveerd in een karaf, traditioneel met ijs en een houten lepel om de vruchten van de bodem te halen.
In koudere landen als Nederland en België wordt sangria in het algemeen in de warme jaargetijden gedronken.
In Catalonië bestaat een eigen variant van sangria met de mousserende cava in plaats van rode of witte wijn.